# Sainte-Blandine (Isère)
Sainte-Blandine település Franciaországban, Isère megyében. Lakosainak száma 1020 fő (2022. január 1.). Sainte-Blandine Saint-Victor-de-Cessieu, Torchefelon, La Tour-du-Pin, Montagnieu, Saint-Didier-de-la-Tour és Saint-Jean-de-Soudain községekkel határos.

## Népesség
A település népessége az elmúlt években az alábbi módon változott:
| Lakosok száma | 491  | 666  | 747  | 892  | 940  | 963  | 977  | 985  | 983  | 1020 |
|               | 1968 | 1982 | 1990 | 2006 | 2013 | 2015 | 2017 | 2019 | 2020 | 2022 |